# 寝屋川市立国松緑丘小学校
寝屋川市立国松緑丘小学校（ねやがわしりつ くにまつみどりおかしょうがっこう）は、大阪府寝屋川市にある公立小学校。

## 沿革
- 1975年4月1日 開校（寝屋川市立東小学校・寝屋川市立三井小学校から分離）
- 1975年4月28日 開校後初の児童参観日が実施される。以降この日を創立記念日と定める。

## 通学区域
- 寝屋川市 国松町、川勝町、八幡台、三井ヶ丘4丁目(3-6･9番地)・5丁目および三井南町(16番地と30番地の一部)

卒業生進学先：寝屋川市立第六中学校